# Umbelopsis nana
Umbelopsis nana är en svampart som först beskrevs av Linnem., och fick sitt nu gällande namn av Arx 1984. Umbelopsis nana ingår i släktet Umbelopsis och familjen Umbelopsidaceae.   Inga underarter finns listade i Catalogue of Life.